# 권중협
권중협은 대한제국의 장교로 1907년 정미조약체결 후 군대해산에 반대하여 일본군과 전투를 벌이던 중 사망하였다.

## 생애
그는 대한제국의 무관학교 제1회생으로 수학한 후, 1898년 1월 졸업한 후 임관하였다.

## 무장해제 반항사건
정미조약 체결 후 시위3대의 중대장을 맡고 있던 권중협(정위, 현 대위)은 무장 해제를 위하여 훈련원 (지금의 중앙의료원 자리)으로 이동하던 중, 종로 4가를 지날 때 돌연 발을 멈추더니 군도를 뽑아 높이 치켜들며 『착검-』하고 호령했다. 이 후 ‘뒤로 돌아 돌격’하고 소리치며 자신이 앞장서 군도를 휘두르며 일본 군대에 대들었다. 빈총을 가진 조선군대 1백여명은 중무장한 일본군의 사격에 전멸했고, 권중협은 총알을 맞고도 끝까지 대어들다가 일본군사관이 내리친 군도에 왼손을 잘리고 현장에서 사망하였다.